# Ecuador a 2011-es úszó-világbajnokságon
Ecuador a 2011-es úszó-világbajnokságon hat sportolóval vett részt.

## Hosszútávúszás
Férfi
| Versenyző         | Esemény                             | Döntő     | Döntő    |
| Versenyző         | Esemény                             | Idő       | Helyezés |
| ----------------- | ----------------------------------- | --------- | -------- |
| Ivan Enderica     | Férfi 5 kilométeres hosszútávúszás  | 56:35.3   | 19       |
| Ivan Enderica     | Férfi 10 kilométeres hosszútávúszás | 1:55:51.9 | 31       |
| Santiago Enderica | Férfi 5 kilométeres hosszútávúszás  | 59:52.0   | 33       |
| Santiago Enderica | Férfi 10 kilométeres hosszútávúszás | DNF       | DNF      |

Női
| Versenyző     | Esemény                           | Döntő     | Döntő    |
| Versenyző     | Esemény                           | Idő       | Helyezés |
| ------------- | --------------------------------- | --------- | -------- |
| Katia Barros  | Női 5 kilométeres hosszútávúszás  | 1:02:19.7 | 30       |
| Katia Barros  | Női 10 kilométeres hosszútávúszás | 2:16:45.7 | 46       |
| Nataly Caldas | Női 5 kilométeres hosszútávúszás  | 1:04:40.7 | 32       |
| Nataly Caldas | Női 10 kilométeres hosszútávúszás | 2:07:04.9 | 34       |

## Úszás
Férfi
| Versenyző        | Esemény                       | Selejtező | Selejtező | Elődöntő | Elődöntő | Döntő             | Döntő             |                   |                   |
| Versenyző        | Esemény                       | Idő       | Helyezés  | Idő      | Helyezés | Idő               | Helyezés          |                   |                   |
| ---------------- | ----------------------------- | --------- | --------- | -------- | -------- | ----------------- | ----------------- | ----------------- | ----------------- |
| Esteban Enderica | Férfi 800 méteres gyorsúszás  | 8:17.22   | 38        |          |          | Nem jutott tovább | Nem jutott tovább |                   |                   |
| Esteban Enderica | Férfi 1500 méteres gyorsúszás | 15:56.30  | 25        |          |          | Nem jutott tovább | Nem jutott tovább | Nem jutott tovább | Nem jutott tovább |

Női
| Versenyző        | Esemény                     | Selejtező | Selejtező | Elődöntő          | Elődöntő          | Döntő             | Döntő             |                   |                   |
| Versenyző        | Esemény                     | Idő       | Helyezés  | Idő               | Helyezés          | Idő               | Helyezés          |                   |                   |
| ---------------- | --------------------------- | --------- | --------- | ----------------- | ----------------- | ----------------- | ----------------- | ----------------- | ----------------- |
| Samantha Arevalo | Női 400 méteres gyorsúszás  | 4:21.84   | 29        |                   |                   | Nem jutott tovább | Nem jutott tovább |                   |                   |
| Samantha Arevalo | Női 800 méteres gyorsúszás  | 9:00.96   | 28        |                   |                   | Nem jutott tovább | Nem jutott tovább | Nem jutott tovább | Nem jutott tovább |
| Samantha Arevalo | Női 200 méteres vegyesúszás | 2:22.39   | 33        | Nem jutott tovább | Nem jutott tovább | Nem jutott tovább | Nem jutott tovább |                   |                   |
| Samantha Arevalo | Női 400 méteres vegyesúszás | 4:58.87   | 31        |                   |                   | Nem jutott tovább | Nem jutott tovább |                   |                   |